# Powertrip
Powertrip – to czwarta pełnowymiarowa płyta stonermetalowego zespołu Monster Magnet. Do zespołu dołączył nowy gitarzysta - Phil Caivano. Materiał na album został nagrany w North Vine Studios i NRG Recording Services.

## Lista utworów
1. Crop Circle 5:32
2. Powertrip 3:31
3. Space Lord 5:55
4. Temple of Your Dreams 4:35
5. Bummer 7:35
6. Baby Götterdämerung 3:09
7. 19 Witches 4:02
8. 3rd Eye Landslide 5:10
9. See You in Hell 4:05
10. Tractor 3:26
11. Atomic Clock 5:06
12. Goliath and the Vampires 4:13
13. Your Lies Become You 4:18

Utwory dodatkowe, które ukazały się na japońskiej edycji albumu
1. Big God
2. Kick out the Jams
3. The Game

Dodatkowa płyta koncertowa (Ltd. Tour Edition)
Viva Las Vegas (live in Las Vegas)
1. Temple Of Your Dreams
2. Dinosaur Vacuum
3. Baby Götterdämerung
4. Cage Around The Sun
5. Bummer
6. Space Lord

## Wykonawcy
- Dave Wyndorf – wokal, gitara
- Ed Mundel - gitara
- Philip Caivano - gitara
- John Flannery - gitara
- Matt Hyde - gitara
- Joe Calandra – gitara basowa
- Jon Kleiman – perkusja
- Scott Garrett - okazjonalnie perkusja
- John Flannery - okazjonalnie gitara
- Matt Hyde - okazjonalnie gitara